# Cocorico (film)
Pour les articles homonymes, voir Cocorico.
Série
Cocorico 2
(2026)
Pour plus de détails, voir Fiche technique et Distribution.
Cocorico est un film français réalisé par Julien Hervé et sorti en 2024.
Le film suit Alice et François qui réunissent leurs deux familles, socialement différentes. Pour l’occasion, ils offrent un cadeau des plus originaux : des test ADN pour que chacun puisse découvrir ses origines. La surprise vire au vinaigre quand les deux familles découvrent des résultats inattendus.

## Synopsis
Dans le sud de la France, François Martin et Alice Bouvier-Sauvage s'apprêtent à annoncer leur mariage à leurs familles respectives. Un monde les sépare : Gérard est concessionnaire automobile chez Peugeot et Nicole femme au foyer, tandis que Frédéric et Catherine possèdent une immense propriété viticole. L'annonce du mariage ne passe pas très bien pour Frédéric qui considère que les Bouvier-Sauvage, descendants d'aristocrates français depuis des générations, doivent conserver leur rang et ne pas épouser le premier venu. Pour faire redescendre la pression, les fiancés donnent à leur parent les résultats d'un test ADN qu'ils ont fait via le laboratoire américain où travaille Alice mais n'ont pas regardé les résultats pour garder la surprise.
Gérard ouvre son enveloppe le premier et découvre qu'il est à 50% allemand, ce qui est un choc car il a toujours cru être un Français pur souche. Catherine tombe également en état de choc en apprenant qu'elle a des origines portugaises là où elle a toujours cru descendre d'une famille italienne noble. La plus heureuse est Nicole qui découvre qu'elle a des origines anglaises - elle n'a jamais connu son père - et qu'elle est parente lointaine des Sussex. Frédéric crie de joie en découvrant qu'il est bien français mais déchante en découvrant qu'il possède 15% d'origines cherokees.
Chacun s’accommode de ces révélations : Gérard se confronte à son père qui lui explique qu'il était allemand mais l'avait caché pour éviter d'être mal perçu après la guerre. Nicole tente d'apprendre l'anglais et les manières de la monarchie anglaise. Catherine apprend le portugais tandis que Frédéric enquête car il ne croit pas au résultat du test. Il finit par découvrir la vérité : son arrière-grand-mère avait eu une aventure hors mariage avec l'un des indiens de la troupe de Buffalo Bill de passage en France. Tombant en dépression, Frédéric, ivre, attaque un restaurant de grillade Buffalo Steak "pour sauver les bisons". De son côté, Gérard accepte ses origines et achète une Mercedes puis se rend avec Nicole à l'ambassade de Grande-Bretagne en France. Malheureusement pour elle, bien qu'affilié à Richard Coeur de Lion via son ancêtre Philippe de Cognac, son aïeul ne lui a rien laissé. Les Martin et les Bouvier-Sauvage finissent par se réconcilier et acceptent le mariage en apprenant qu'Alice est enceinte.
Le film se conclut durant la fête de mariage lorsqu'Alice apprend à François que le labo s'est trompé sur le résultat de son père et qu'il n'est pas que cherokee.

## Fiche technique
Sauf indication contraire, les informations mentionnées dans cette section peuvent être confirmées par les bases de données cinématographiques IMDb et Allociné,  présentes dans la section « Liens externes ».
- Titre original : Cocorico
- Réalisation : Julien Hervé
- Scénario : Julien Hervé
- Musique : Matei Bratescot
- Décors :
- Costumes : Emmanuelle Youchnovski
- Photographie : Jérôme Alméras
- Son : Jérôme Chenevoy et Emmanuel Augeard
- Montage : Stephan Couturier
- Production : Rémi Jimenez, Renaud Le Van Kim, Ahmed Louati, Philippe Mechelen et Caroline Mougey
  - Coproduction : Alain-Gilles Viellevoye
- Sociétés de production : Groupe M6, Beside Productions, SND et White and Yellow Films
- Société de distribution : SND
- Budget : 10 millions €
- Pays de production :  France
- Langue originale : français
- Format : couleur - rapport de forme : 2.39 : 1 - format d'image: DCP Digital Cinema Package (4K)
- Genre : comédie
- Durée : 92 minutes
- Dates de sortie :
  - France : 7 février 2024[1]

## Distribution
- Christian Clavier : Frédéric Bouvier-Sauvage
- Marianne Denicourt : Catherine Bouvier-Sauvage
- Chloé Coulloud : Alice Bouvier-Sauvage
- Didier Bourdon : Gérard Martin
- Sylvie Testud : Nicole Martin
- Julien Pestel : François Martin
- Patrick Préjean : le père de Gérard Martin
- Johann Dionnet : M. Ribeiro, le plombier
- Charline Paul : la coiffeuse
- Philippe Vieux : l'adjudant-chef Jean-Michel Pitou
- Sophie Froissard : Maria, la gouvernante des Bouvier-Sauvage.

## Production
Le film est partiellement tourné en Dordogne au château de Montaigne à Saint-Michel-de-Montaigne.
Des scènes ont été filmées au Château de la Rivière .

## Accueil

### Box Office
| Pays ou région     | Box-office        | Date d'arrêt du box-office | Nombre de semaines |
| ------------------ | ----------------- | -------------------------- | ------------------ |
| France             | 1 956 846 entrées | en cours                   | 10                 |
| Allemagne          | 338 229 entrées   | en cours                   | 6                  |
| Autriche           | 57 000 entrées    | en cours                   | 6                  |
| Portugal           | 52 000 entrées    | en cours                   | 6                  |
| Hongrie            | 31 000 entrées    | en cours                   | 6                  |
| Monde, hors France | 817 282 entrées   | en cours                   | 10                 |
| Total mondial      | 2 774 128 entrées | en cours                   | 10                 |